# 東ヨーロッパ平原

東ヨーロッパ平原概図

東ヨーロッパ平原（ひがしヨーロッパへいげん、ロシア語:Восточно-Европейская равнина、カザフ語:Шығыс Еуропа жазығы、ウクライナ語:Східноєвропейська рівнина、ベラルーシ語:Усходне-Еўрапейская раўніна、エストニア語:Ida-Euroopa lauskmaa、ラトビア語:Austrumeiropas līdzenums、リトアニア語:Rytų Europos lyguma、ルーマニア語:Câmpia Europei de Est）は、ヨーロッパ東部に広がる平原地帯。ヴォルガ川やドニプロ川などの大河の形成する盆地の連なりから構成される。山が見られない地域としてヨーロッパでも最大で、西に広がる北ヨーロッパ平野とあわせてヨーロッパ平原をなす。東ヨーロッパ平原の面積は約400万平方キロメートルで、平均標高170m。最高標高地点はヴァルダイ丘陵で346.9mである。
東ヨーロッパ平原はロシア、エストニア、ラトビア、リトアニア、ベラルーシ、ウクライナ、モルドバ、カザフスタンにまたがっている。かつてのロシア帝国およびソビエト連邦の領域内に平原の大半が入るため、ロシア平原（Russian Plain, Русская равнина）とも呼ばれてきた。
北は白海とバレンツ海に、西北はスカンジナビア半島を覆うバルト楯状地、東はウラル山脈とウラル川とカスピ海に、南はカフカス山脈と黒海に囲まれる。西はカルパティア山脈やポーランドの丘陵地帯に至り、北ヨーロッパ平野へと連なる。
平原内には丘陵や谷間が連続する。主な丘陵はヴァルダイ丘陵、中央ロシア高地、ヴォルガ高地（ヴォルガ川の西方）、モスクワ高地、スモレンスク＝モスクワ丘陵、ベラルーシ丘陵、ポドリナ高地（ウクライナ西部からポーランド南東部）、ドニプロ高地（ウクライナ中央部のドニプロ川沿い）など。合間にはポリーシャなどの湿地帯が広がる。
主な低地・盆地は、北ロシア低地、ドニプロ川盆地、黒海低地、カスピ海沿岸低地、クマ＝マヌィチ窪地など。
主な河川はヴォルガ川およびその支流カマ川・オカ川・ベラヤ川、ウラル川、ドニプロ川、ドン川、ペチョラ川、ダウガヴァ川、ネマン川、プレゴリャ川、クマ川、マヌィチ川など。
平原の南部には広大なステップおよび黒土地帯が広がっている。歴史的には「キプチャク草原」「荒野」と呼ばれてきた。